# C-76 (航空機)
カーチス C-76
飛行中のカーチス C-76
- 用途：輸送機
- 製造者：カーチス・ライト
- 運用者：アメリカ陸軍航空軍
- 初飛行：1943年1月1日
- 生産数：14機（C-76が5機、9機がYC-76Aに改装）

カーチス C-76は、第二次世界大戦中にアメリカ陸軍で採用された輸送機である。愛称はキャラバン (CARAVAN) 。戦略物資不足に対応するための全木製の輸送機だったが少数の生産で終わった。

## 概要

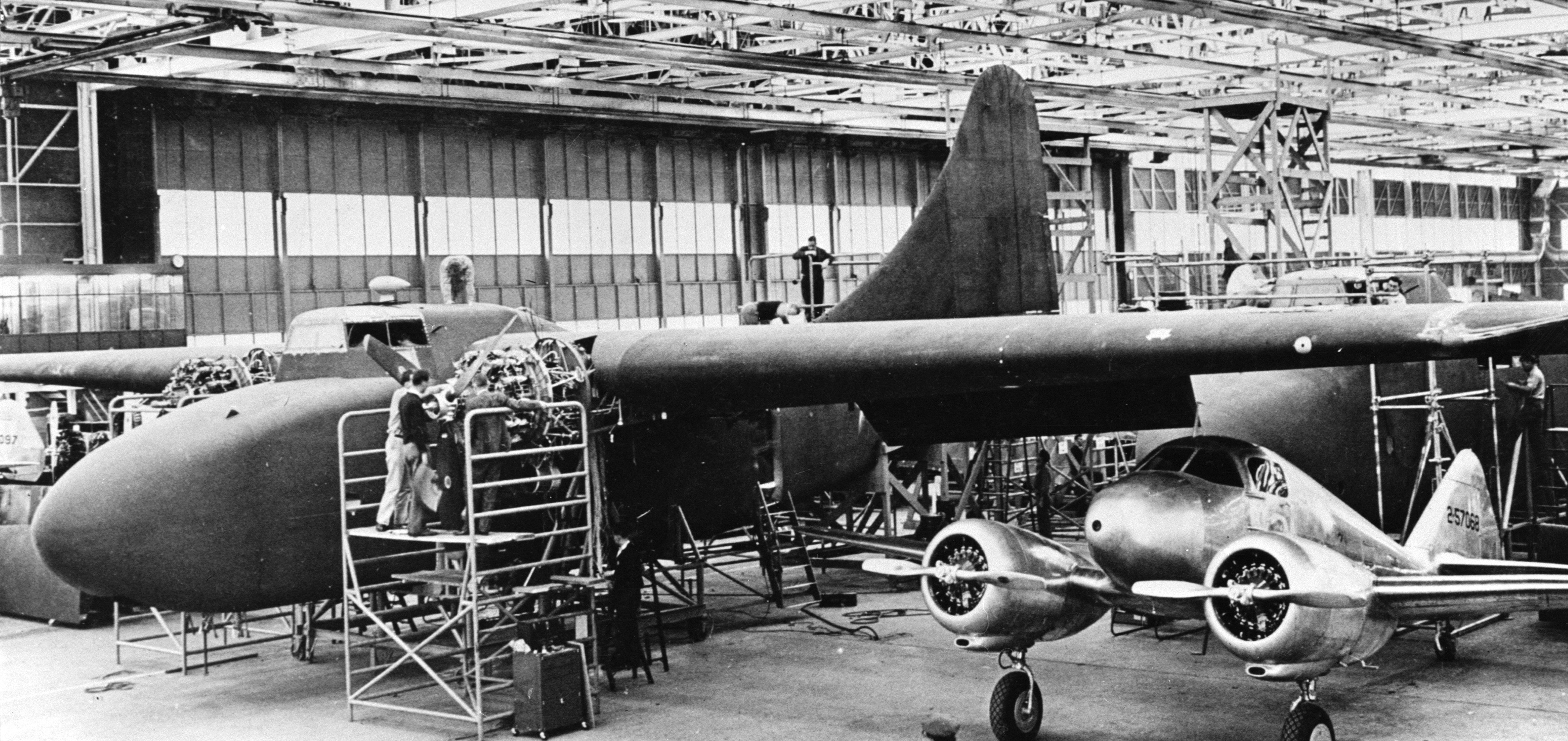
製作中のC-76

太平洋戦争開戦直後にアメリカ軍は、将来の軍需物資、特にアルミニウムの不足に対応するため、全木製の輸送機の開発をカーチス社に指示した。カーチス社では1942年に設計完了し、試作機の初飛行に1943年に成功した。
C-76は全木製の双発機で、断面が角型の胴体に肩翼式の主翼配置だった。降着装置は3車輪式で、機首部分が上方に跳ね上がり、そこから兵員や物資の搭載を行うようになっていた。また、操縦席は胴体の高い位置にあり、物資搭載の妨げにならないように工夫されていた。アメリカ陸軍はテスト用のYC-76を11機、生産型のC-76を189機発注したが、生産型の生産にとりかかった頃にはアルミニウム不足という事態も起こる可能性が薄れたため、生産型が5機完成したところで残りの機体はキャンセルとなった。製造された機体はアメリカ国内の基地で、雑用に細々と使用された。
生産数は、試作機11機、増加試作機9機、生産型5機の合わせて25機であった。

## スペック
- 全幅: 32.96 m
- 全長: 20.82 m
- 全高: 8.3 m
- 機体重量: 8,300 kg
- 全備重量: 12,701 kg
- エンジン: P&W R-1830-92 空冷14気筒レシプロ星型エンジン 1,050 hp×2
- 最大速度: 309 km/h
- 航続距離: 1,207 km
- 乗員: 3名+兵員20名